# Renato Rabelo
José Renato Rabelo (Ubaíra, 22 de fevereiro de 1942) é um político, e jornalista brasileiro.

## Biografia
Cursou Medicina na Universidade Federal da Bahia - UFBA, até o 6º ano, perseguido pela Ditadura Militar. Foi oficialmente reintegrado ao curso de Medicina da UFBA, pela Comissão de Anistia de Ministério da Justiça.
Em 1965 foi eleito presidente da UEB (União dos Estudantes da Bahia). Com o endurecimento do regime militar, ficou semiclandestino e mudou-se para São Paulo. Posteriormente, foi eleito vice-presidente da União Nacional dos Estudantes - UNE.
Ao final de seu mandato na UNE, e já militando junto à Juventude Universitária Católica (JUC) passou a integrar a direção nacional da Ação Popular. Foi à China, em plena Revolução Cultural, estudar seu sistema político. De volta ao Brasil, continuou sua atividade política na Ação Popular, agora no estado de Goiás. Com a incorporação da AP ao PCdoB, passou a integrar o PCdoB e a fazer parte de seu Comitê Central. Colaborou na retaguarda da Guerrilha do Araguaia entre 1968 e 1973.

## Trajetória
Foi presidente do Partido Comunista do Brasil desde dezembro de 2001, em substituição a João Amazonas, com quem colaborou de 1970 até sua morte em 2002. Reeleito duas vezes, passou o bastão da presidência em 2015, durante o X Congresso, para Luciana Santos. Desde 2015, preside a Fundação Maurício Grabois, um espaço do pensamento Marxista e Progressista do Partido Comunista do Brasil.
Em 21 de novembro de 2014, recebeu da Assembleia Legislativa da Bahia, a comenda de Cidadão Benemérito da Liberdade e da Justiça Social João Mangabeira.

Em 2023 apresenta renúncia à Presidência da Fundação Maurício Grabois ao Comitê Central do Partido Comunista do Brasil (PCdoB) para cuidar da saúde.